# Gelbe Sommerwurz
Die Gelbe Sommerwurz (Orobanche lutea) ist eine Pflanzenart aus der Gattung Sommerwurz (Orobanche) in der Familie der Sommerwurzgewächse (Orobanchaceae).

## Beschreibung
Die Gelbe Sommerwurz ist eine 10 bis 50 cm hoch werdende, parasitäre Pflanze, die auf verschiedenen Hülsenfrüchtlern (Fabaceae), besonders auf Schneckenklee (Medicago), Steinklee (Melilotus) und Klee (Trifolium) parasitiert. Die Pflanzen haben einen auffallenden, süßlichen Geruch. Der oftmals dunkelbraune Stängel ist mit Schuppenblättern besetzt, die an der Basis dicht, an der Spitze locker stehen.
Die Blütezeit der Großen Sommerwurz liegt im Mai bis Juni. Die Krone ist hellbraun oder rötlich braun gefärbt, die Oberlippe ist ausgerandet oder zweilappig, wobei die Lappen aufrecht stehen. Die Rückenlinie der Krone ist gerade und biegt erst in Höhe der Oberlippe fast rechtwinklig ab. Die Außenseite der Blütenkrone ist nicht mit Drüsenhaaren besetzt.
Die Chromosomenzahl beträgt 2n = 38.

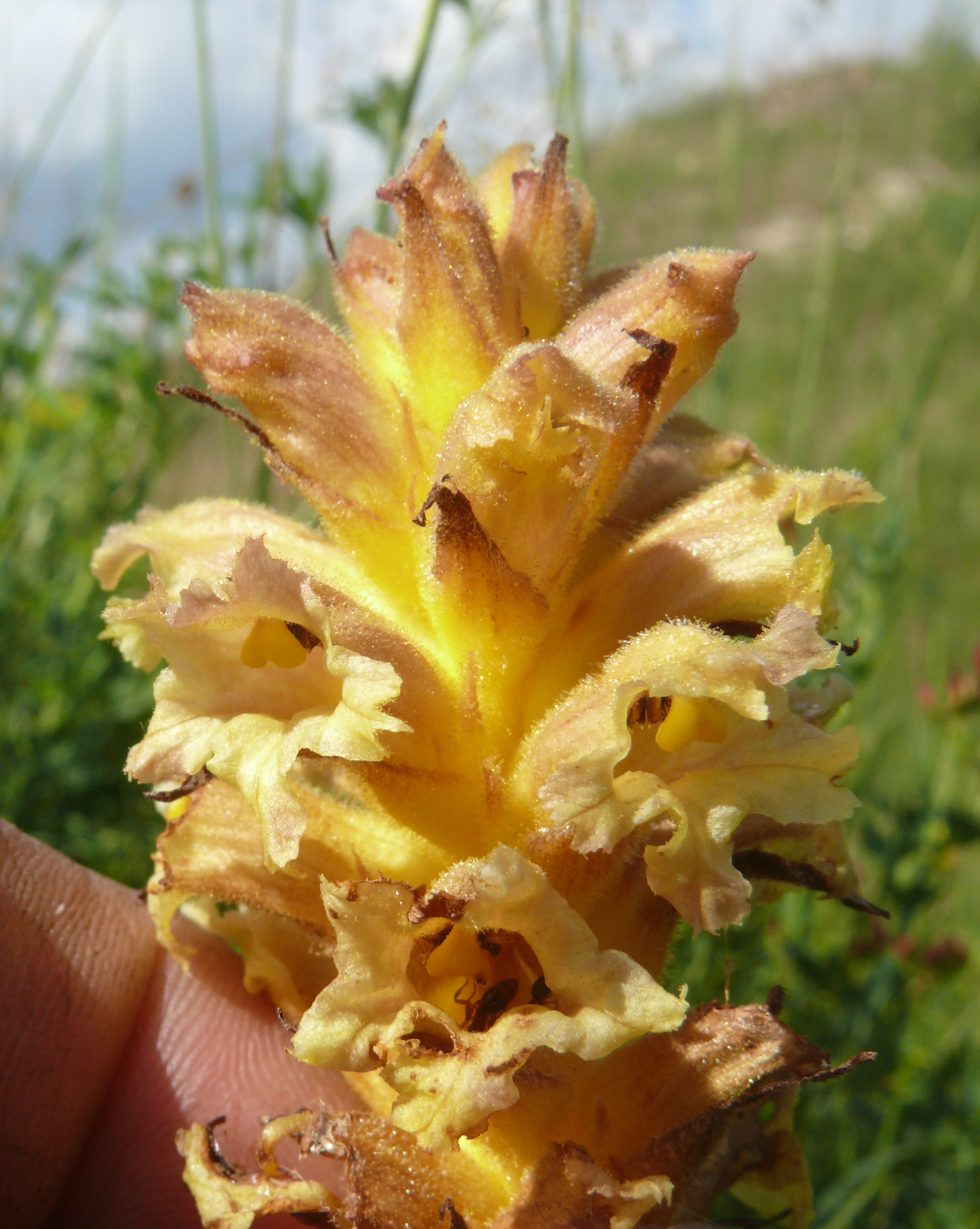
Gelbe Sommerwurz (Orobanche lutea)

## Vorkommen
Die Gelbe Sommerwurz ist in Mittel- und Südeuropa sowie in Westasien und Zentralasien samt dem Kaukasusraum verbreitet. Sie wächst auf Halbtrockenrasen, Wiesen und an Gebüschsäumen, aber auch in Klee- und Luzernefeldern. Sie bevorzugt warme, mäßig trockene bis trockene, basenreiche, lockere, tiefgründige Lehm- oder Lößböden. Sie kommt in Mitteleuropa besonders in Gesellschaften der Ordnung Origanetalia vor.
Sie ist in Höhenlagen bis 950 m zu finden.